# Santuario di Santa Maria del Castello (Carpenedolo)

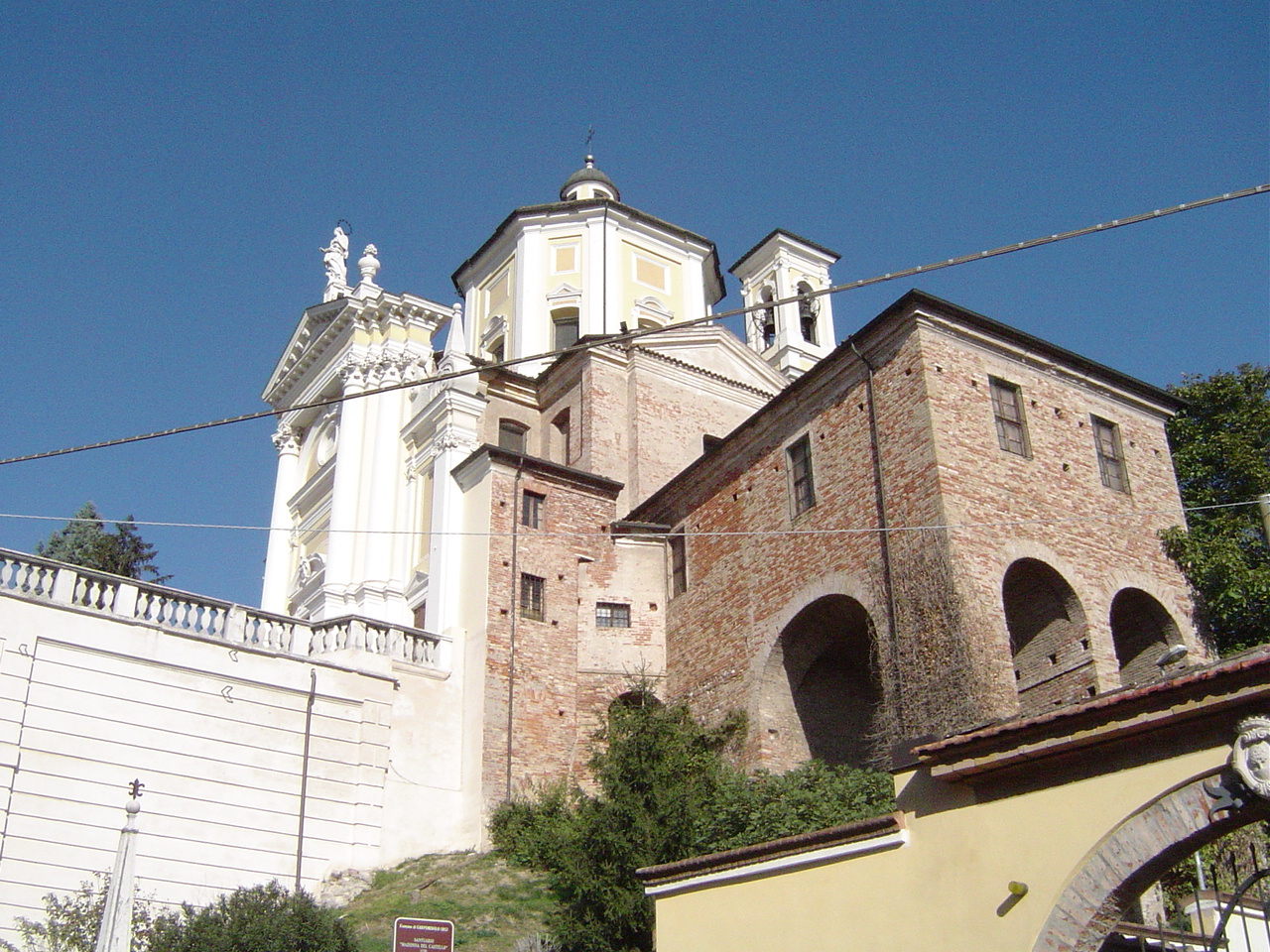
Carpenedolo, Santuario di Santa Maria del Castello

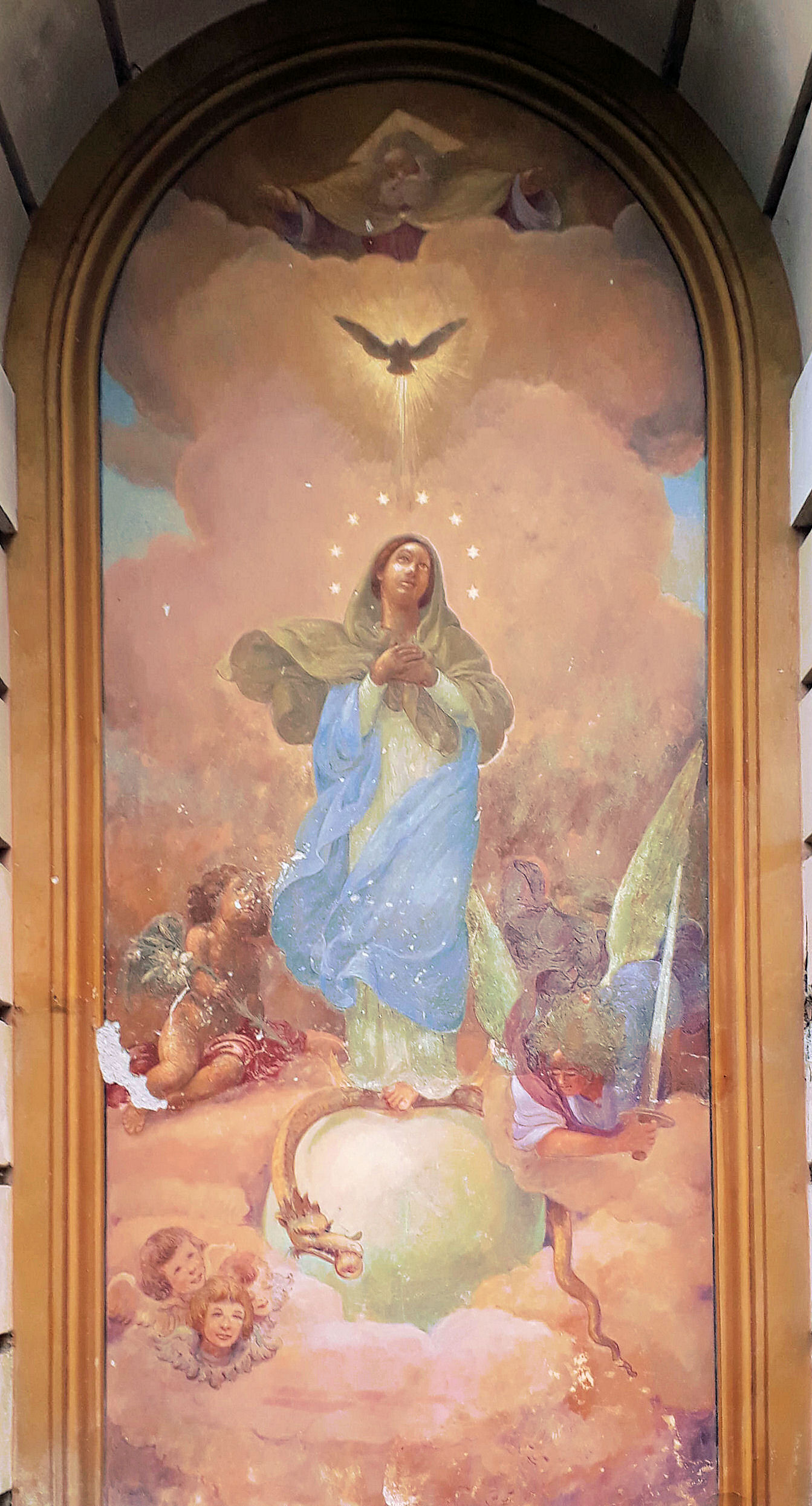
Carpenedolo, affresco Immacolata

Il santuario di Santa Maria del Castello è un edificio religioso di Carpenedolo, in provincia di Brescia.

## Storia e descrizione
Le origini della chiesa risalgono probabilmente alla cappella esistente nel castello di Carpenedolo, già presente nel 1043. I primi documenti che attestano la costruzione del santuario risalgono al 1750, come ricorda la lapide posta ai piedi dell'edificio. La costruzione è attribuita all'architetto Giovanni Battista Marchetti attivo a Brescia. Al santuario si accede tramite una grande scala, risalente al 1779, che sostituisce il ponte levatoio e la porta del castello.
La pianta della basilica si sviluppa sulla base di due croci allineate. Al centro, quattro gruppi di semicolonne reggono gli archi, sui quali poggia il tiburio poligonale. 
All'interno della struttura, adiacente al santuario, dal 1970 è allestito un museo che raccoglie oggetti facenti parte del patrimonio artistico della parrocchia, fra i quali: calici, candelabri, casule, croci, ostensori, pianete e quadri.

## Opere d'arte

### Sculture
Importanti decorazioni scultoree sono riferite al ciborio dietro l'altare, ornato da statue di angeli e dalle quattro virtù, opera di "Andrea Solarius" 1769, come attesta un cuore in stucco posto dietro l'altare.

### Dipinti
- Madonna del Castello nel coro, affresco tardo medievale, autore ignoto
- Beata Vergine con il Bambino, olio su tela di Pietro Ricchi "il Lucchese", 1650 circa
- Natività di Gesù, olio su tela di Francesco Maffei, 1647 circa
- Visitazione di Maria Vergine a Santa Elisabetta, olio su tela di Francesco Maffei, 1647 circa
- San Francesco di Sales e altri santi, olio su tela di Luigi Sigurtà, 1760
- Estasi di San Filippo, olio su tela, XVIII secolo
- Immacolata, affresco di Luigi Trecourt, 1856 circa (nicchia sulla scalinata del santuario).